# Flatida viridula
Flatida viridula är en insektsart som först beskrevs av Atkinson 1889.  Flatida viridula ingår i släktet Flatida och familjen Flatidae. Inga underarter finns listade i Catalogue of Life.